# بيتر شومان
بيتر شومان (بالإنجليزية: Peter Schumann)‏ هو محرك دمى ومخرج أمريكي، ولد في 11 يونيو 1934 في بلدة لوبن في بولندا.

## وصلات خارجية
- الموقع الرسمي